# Alberschwende
Alberschwende ist eine Gemeinde und ein Dorf mit 3338 Einwohnern (Stand 1. Jänner 2025) im Bezirk Bregenz des österreichischen Bundeslands Vorarlberg.

## Geografie

### Lage
Alberschwende liegt im westlichsten Bundesland Österreichs, Vorarlberg, im Bezirk Bregenz südlich des Bodensees im Bregenzerwald, nordöstlich oberhalb von Dornbirn und südlich der Bregenzer Ach.
37 Prozent der Fläche sind bewaldet. Topografisch liegt Alberschwende auf der Alberschwender Passschwelle (710 m ü. A.) zwischen den drei Bergen der Lorenaberge (Schneiderkopf, Brüggelekopf und Geißkopf). Die Lorenaberge sind der nördlichste Teil des Bregenzerwaldgebirges.
Alberschwende liegt am Schnittpunkt des Vorarlberger Rheintals und des Vorderen Bregenzerwaldes und ist mit Abstand der wichtigste Zugang zum Bregenzerwald über die Bregenzerwaldstraße.

### Seehöhe
Den höchsten Punkt bildet mit 1182 m ü. A. der Brüggelekopf, der Hausberg der Gemeinde, das Gegenstück dazu, der tiefste Punkt im Gemeindegebiet, findet sich mit 440 m ü. A. im Flussbett der Bregenzerach. Der Dorfplatz im Dorfzentrum von Alberschwende liegt in 722 m ü. A.

### Gemeindegliederung
Es gibt nur eine Ortschaft und Katastralgemeinde Alberschwende. Die vier Gemeindeteile sind Müselbach, Fischbach, Dreßlen und Hof. Hauptort ist das Dorf Alberschwende.

### Nachbargemeinden

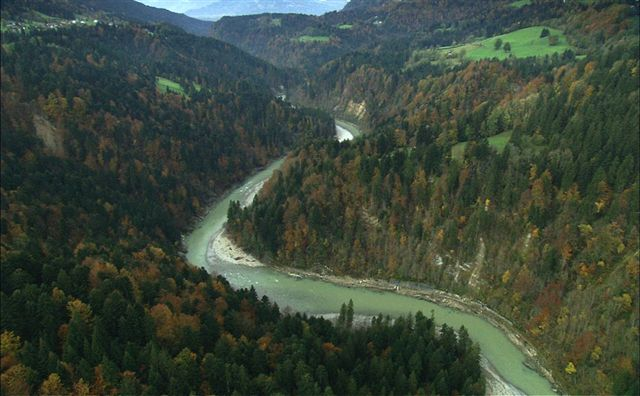
Grenzverlauf zwischen den Gemeinden Alberschwende und Langen/Doren

Die Gemeinde Alberschwende grenzt mit ihrem Gemeindegebiet an neun andere Vorarlberger Gemeinden. Acht davon liegen ebenfalls im politischen Bezirk Bregenz, nämlich Bildstein, Buch, Langen bei Bregenz, Doren, Langenegg, Lingenau, Egg und Schwarzenberg. Einzig die südwestlich von Alberschwende gelegene Stadt Dornbirn befindet sich in einem anderen politischen Bezirk, dem Bezirk Dornbirn. Die Beziehungen zu den einzelnen Gemeinden sind auf Grund der unterschiedlichen Verkehrsverbindungen verschieden.
| Buch Bildstein           | Langen bei Bregenz                          | Doren Langenegg |
|                          | Kompassrose, die auf Nachbargemeinden zeigt | Lingenau        |
| Dornbirn (Bez. Dornbirn) | Schwarzenberg                               | Egg             |

Grenze zur Gemeinde Langen bei Bregenz
Die gemeinsame Grenze verläuft über ein kurzes Teilstück von rund 450 Metern im Flussbett der Bregenzerach im äußersten Norden des Gemeindegebiets zwischen der Einmündung der Rotach und der Einmündung des Läuberbaches, der die Grenze zur Gemeinde Buch bildet. Zwischen den Gemeinden Alberschwende und Langen gibt es keine direkten Wegverbindungen.
Grenze zur Gemeinde Doren

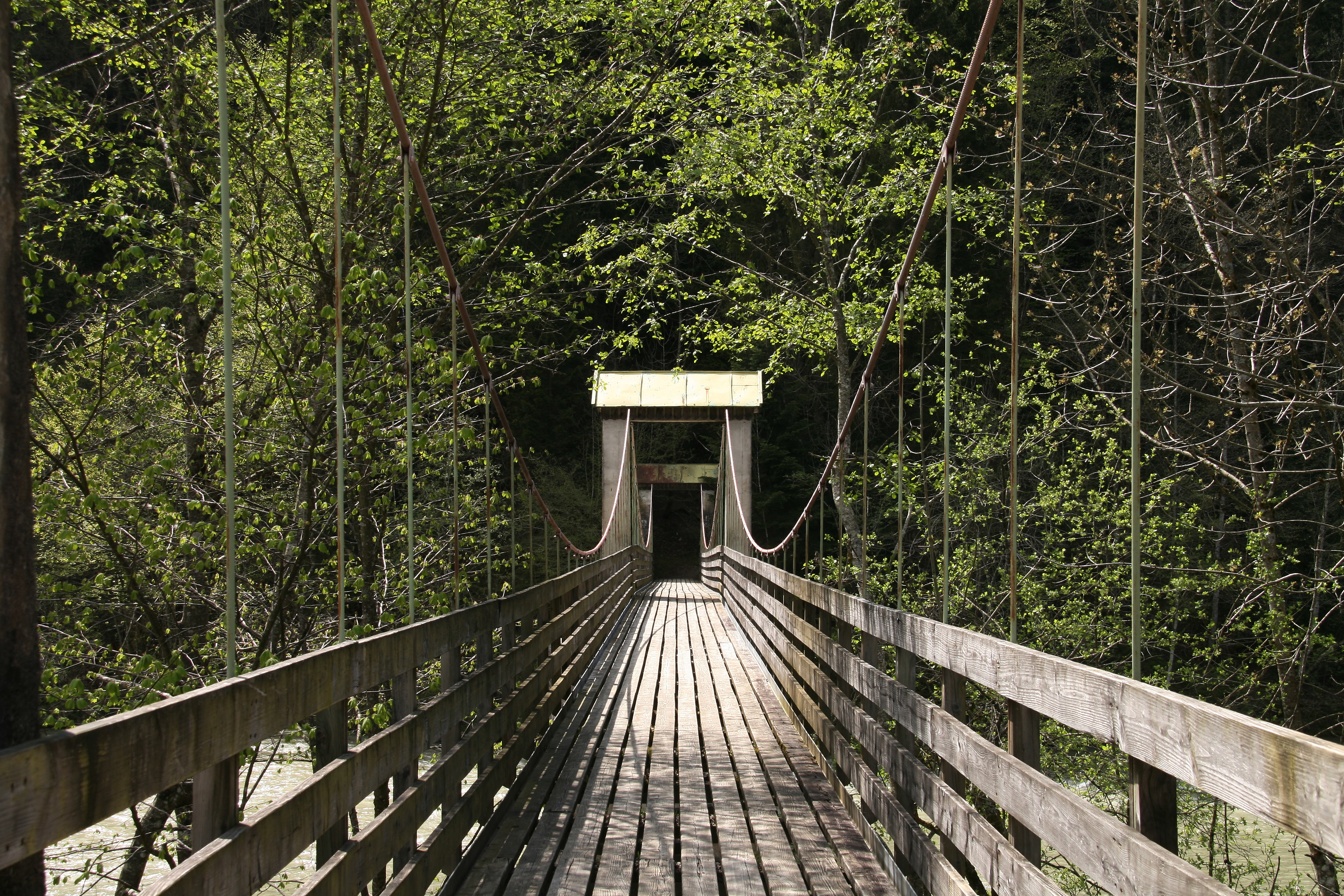
Steg zwischen Alberschwende und Doren

Die Bregenzerach bildet die Grenze zwischen Alberschwende und Doren im Teilstück zwischen der Einmündungen von Rotach und Weißach. Über den Fußgängersteg in Bozenau besteht eine direkte Verbindung. Diese ist jedoch für den motorisierten Verkehr gesperrt.
Grenze zur Gemeinde Langenegg
Zwischen Alberschwende und Langenegg bildet die Bregenzerach die Grenze zwischen der Einmündung der Weißach und der Einmündung des Bommerngrabens. Zwischen Langenegg und dem Dorf Müselbach besteht eine Straßenverbindung.
Grenze zur Gemeinde Lingenau

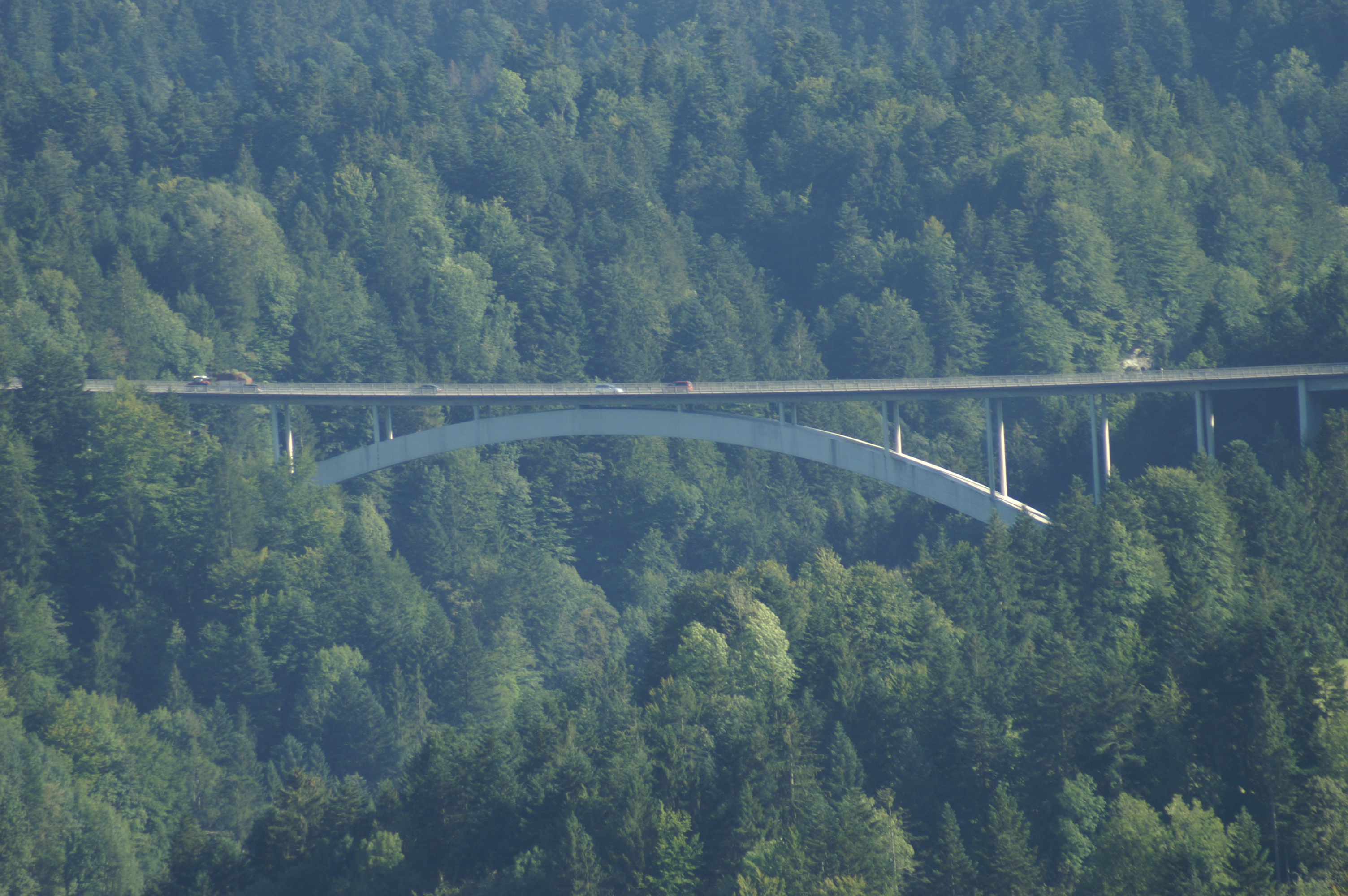
Lingenauer Hochbrücke

Die Grenze verläuft auch hier entlang der Bregenzerach zwischen der Einmündung des Bommerngrabens und der Einmündung der Subersach in die Bregenzerach. Da sowohl die Gebiete der Gemeinde Alberschwende als auch Lingenaus seit frühester Zeit zum Kloster Mehrerau gehörten, gab es bereits früh eine Wegeverbindung über den Lingenauer Tobel. Zwischen 1964 und 1969 wurde die Lingenauer Hochbrücke als eine der größten Stahlbeton-Bogenbrücken Mitteleuropas erbaut. Die Hittisauer Straße verbindet über die 370 Meter lange Brücke Lingenau mit dem Dorf Müselbach.
Grenze zur Marktgemeinde Egg
Für ein kurzes Stück bildet die Bregenzerach die Grenze zwischen Alberschwende und Egg. Ab der Einmündung des Vogelkähnerbaches folgt die gemeinsame Gemeindegrenze dem Bachverlauf, vorbei an den Parzellen Tuppen und Kaltenbrunnen bis zu seinem Ursprung am Brüggelekopf. Dieser Punkt ist gleichzeitig Grenzpunkt zur Gemeinde Schwarzenberg. Im Bereich von Tuppen verlässt die Bregenzerwaldstraße das Gemeindegebiet von Alberschwende und verläuft im Gemeindegebiet von Egg weiter. Im Bereich des Brüggelekopfes gibt es zahlreiche Forststraßen und Wanderwege als Verbindung zwischen den beiden Gemeinden. Einige Gebäude auf Egger Gemeindegebiet sind nur von Alberschwende aus erreichbar.
Grenze zur Gemeinde Schwarzenberg
Ab der Quelle des Vogelkennerbaches verläuft der Grenzverlauf in einem anscheinend willkürlich gezogenem Grenzverlauf bis zur Parzelle Schwanteln. Ab dort verläuft die Grenze Richtung Nordwesten, entlang des Scheidbaches bis zur Einmündung in den Losenbach unterhalb der Parzelle Maltach. An dieser Stelle treffen die Gemeindegrenzen von Alberschwende, Schwarzenberg und Dornbirn aufeinander. Historisch bedeutsam ist der Weg über den Lorenapass. Heute sind alle Verbindungswege Forststraßen, Wanderwege oder Anrainerstraßen. Der Schwarzenberger Ortsteil Maltach ist nur über Alberschwende ans Straßennetz angeschlossen.
Grenze zur Gemeinde Dornbirn
Ab der Grenze zu Dornbirn heißt der Grenzbach Stauderbach. Nach der Durchquerung des Staudertobels mündet der Bach in die Schwarzach. Ein kurzes Stück folgt die Gemeindegrenze der Schwarzach. Die Achrainstraße überquert im Bereich der Ortslage Achrain die Gemeindegrenzen.
Grenze zur Gemeinde Bildstein
Die Grenze zwischen Alberschwende und Bildstein hat einen scheinbar willkürlichen Verlauf im Zickzack. Zuerst verläuft sie gegen Nordwesten Richtung Farnach, dann Richtung Nordosten bis zum Ursprung des Rotachbaches (auch Gfellerbach, vorbei an Abendreute. Der Grenzverlauf verläuft entlang des Baches bis zur Grenze mit der Gemeinde Buch. Die Bregenzerwaldstraße überquert die Gemeindegrenze im Bereich des Schwarzachtobels die Gemeindegrenzen. Auch die Schwarzachtobelstraße (L 7) Richtung Farnach verbindet Alberschwende mit Bildstein. Im Bereich des Farnachmoos ist eine weitere Verbindung. Der Alberschwender Ortsteil Bereute ist nur über Bildsteiner Gemeindegebiet erreichbar.
Grenze zur Gemeinde Buch
Zwischen den Parzellen Rotach und Halder treffen sich die Gemeindegrenzen von Alberschwende und Buch im Rotachbach. Ab hier heißt der Bach Grenzgraben. Dieser wird im weiteren Verlauf zum Läuberbach. An dessen Mündung in die Bregenzerach treffen sich die Grenzen von Alberschwende, Buch und Langen bei Bregenz. Die Gemeinden sind durch die Bucher Straße (L 14) miteinander verbunden. Daneben gibt es nur einen weiteren Wanderweg als Verbindung.

### Geotope, Naturschutzgebiete und Naturdenkmäler
Das Europaschutzgebiet Bregenzerachschlucht und das Naturschutzgebiet Farnachmoos befinden sich zum Teil in Alberschwende. Die Dorflinde bei der Kirche ist ein Naturdenkmal.

## Geschichte

### Namensgeschichte
Der Ortsname leitet sich ab von einer Rodung (Schwende) durch einen Alberich oder Albrich, der insofern im Rodungsnamen als erster Siedler Erwähnung fand.
Alberschwende wird als Albrichsswendi in einer Schutzurkunde Papst Gregors IX. für das Kloster Mehrerau vom 23. Dezember 1227 erstmals urkundlich erwähnt. 1231 wird es in einer Päpstlichen Schutzurkunde als Albrichsuendi erwähnt. 1290 wird es in der Mehrerauer Zinsrodel als Albriswende, zehn Jahre später als Albrichsswendi genannt. Die Montforter Zinsrodel von 1379 spricht von Albrisschwendi.

### Alberschwende vor der Besiedelung
Alberschwende war in den letzten 1,5 Millionen Jahren mehrmals von Eiszeiten betroffen. Das heutige Gemeindegebiet lag unter einer mehrere hundert Meter dicken Eisschicht. Vermutlich war das Hochälpele der nächstgelegene Punkt, der nicht von Eis bedeckt war.
Während von den früheren Eiszeiten kaum gesicherte Informationen vorliegen, gibt es zur letzten Kältephase, der Würmeiszeit genauere Vorstellungen. Vor zirka 24.000 Jahren dürfte sich der Rhein- und Illgletscher so weit vorgearbeitet haben, dass sie das Gemeindegebiet von Alberschwende bedeckten. Der Höhepunkt dieser Eiszeit dürfte zwischen 18.500 und 17.500 Jahre vor der heutigen Zeit erreicht worden sein. Zu diesem Zeitpunkt reichte der Rheingletscher bis nach Singen  und über die deutsche Donau hinaus. Der Rhein-Ill-Gletscher wurde, aus dem Walgau kommend, über den Sattel von Alberschwende in den Vorderwald abgedrängt. Auf dem Bödele stießen der Ill- und Bregenzerwaldgletscher zusammen. Die Obergrenze der eiszeitlichen Gletscher lag bei 1.350 Metern. Der nach Nordwesten schiebende Bregenzerwaldgletscher wurde im Gebiet von Alberschwende durch den Rhein-Ill-Gletscher angestaut. Über dem heutigen Alberschwende bildeten sich große, flache Firnflächen, die die Gletschermassen überdeckten. Vor ca. 17.000 Jahren begonnen die Gletscher stufenweise abzuschmelzen. An den tieferen Rändern der abschmelzenden Eismassen bildeten sich Eisrandterrassen deutlich heraus, so etwa bei Vorholz, Tannen und Reute in 755 bis 690 Metern Seehöhe. Während die Gletscher langsam zurückgingen, bildete sich zwischen dem bei Müselbach stauenden Rhein-Ill-Gletscher und dem bereits zurückgegangenen Bregenzerwaldgletscher ein natürlicher Stausee. Der Abfluss erfolgte über Oberstaufen. Wenige Jahrhunderte später war der See durch zahlreiche Flüsse, etwa der Bregenzerach, großteils wieder aufgefüllt. Der Rhein-Illgletscher bewegte sich Richtung Nordosten und räumte die Landschaft zwischen Bildstein und Fischbach aus. Die heute noch bestehenden Feuchtwiesen und Moore sind Relikte aus dieser Zeit.

### Von den Anfängen der Besiedelung bis 1338
Besiedelung
Als die Römer 15 vor Christus den Großteil Vorarlbergs in Besitz nahmen, lebten hier bereits zwei keltische Stämme: die Vindeliker sowie die Brigantier. Nach zweitgenanntem Stamm benannten die Römer ihr neu aufgebautes Handels- und Militärzentrum Brigantium, das heutige Bregenz. Die Einwohner dieser frühen Siedlung waren auf Lebensmittel aus der Umgebung angewiesen. Da das Alpenrheintal zu dieser Zeit dauernd überschwemmt wurde und der Rhein oftmals den Verlauf änderte, begannen die Römer auf die Flanken des Rheintals auszuweichen. Aus diesem Grund ist davon auszugehen, dass die Römer in der damaligen Zeit das, dem Rheintal naheliegende Gemeindegebiet von Alberschwende, als Jagdgebiet nutzten. Es wird jedoch angenommen, dass bereits vor der Ankunft der Römer Teile des Bregenzerwaldes im Sommer zur Alpwirtschaft genutzt wurden. So stammen Flurnamen wie „Lorena“, „Bullersch“, „Subers“ oder „Schadona“ aus keltischer Besiedlungszeit.
Im Jahr 259 nach Christus eroberten und zerstörten die Alamannen Brigantium und das umliegende Land. Die kriegerischen Auseinandersetzungen dauerten etwa bis ins Jahr 400 vor Christus an. Während der Römerzeit wurde ein Großteil Vorarlbergs besiedelt und kultiviert. Vorerst war Alberschwende Jagd-, in späterer Zeit auch Alpgebiet. Nach den Wirren der Völkerwanderung wurde es noch vor dem Jahr 1000 dauerhaft besiedelt. In weiterer Folge eroberten zuerst die Goten und später die Franken Vorarlberg. Nicht bestätigt ist die Möglichkeit, dass sich schon zu jener Zeit einzelne Menschen in das Gebiet rund um Alberschwende zurückzogen, da die kriegerischen Auseinandersetzungen fast ausschließlich im Rheintal ausgetragen wurden. Trotzdem erfolgte die Besiedlung und allgemeine Landnahme erst einige Zeit später.
Während der Vorderwald vom Allgäu aus besiedelt wurde, erfolgte die Besiedelung in Alberschwende sowie dem gesamten Hinterwald aus dem Bregenzer Raum. Die Hauptsiedlungsroute dürfte über Wolfurt, Buggenegg und Roßgaß erfolgt sein, teilweise könnte die Besiedlung auch über Schwarzach und Farnach verlaufen sein. Damit ist Alberschwende Schlüsselpunkt der Besiedelung des Bregenzerwaldes. Es ist jünger als die Orte im Rheintal, jedoch älter als alle Siedlungen im Bregenzerwald.
Grafen von Bregenz
Die Frankenkönige betrauten die Angehörigen ihres Hofadels mit der Verwaltung der neu eroberten Gebiete. Der Ertrag der Ländereien gehörte den Angehörigen des Hofadels, das Gebiet nach damaliger Rechtsauffassung dem König. Trotzdem wurde es mit der Zeit immer mehr als Eigentum der Lehensträger gesehen und ohne Zusage des Königs untereinander geteilt und vererbt. Im Bodenseeraum wurde vor allem das Geschlecht der Udalrichinger mächtig. Diese waren zuerst in Bodman am Untersee ansässig, zogen später weiter nach Buchhorn. Ab etwa 920 waren sie in Bregenz ansässig. Aus diesem Geschlecht stammt der heilige Gebhard. Dieser war zwischen 979 und 995 Bischof von Konstanz. Vermutlich erfolgte zwischen 1032 und 1043 eine Erbteilung zwischen den Grafen von Bregenz und den Grafen von Pfullendorf. Dadurch gehörte Alberschwende zum einen zur Grafschaft Bregenz, die auch ein gemeinsames Pfarrgebiet darstellten. Zum anderen gehörten ein paar Teile zur Grafschaft Pfullendorf. Ab 1079 kam es zu einem jahrelangen Streit zwischen Papst und Kaiser um die Vormachtstellung in Europa. Dieser Konflikt ist heute als Investiturstreit bekannt. Der damalige Graf Ulrich von Bregenz entschied sich für die päpstliche Seite. Um die Reformseite aber auch seine eigene politische Macht zu stärken, trieb er die Besiedelung des Bregenzerwaldes voran. Über dem Grab des seligen Diedo ließ er in Andelsbuch ein Kloster errichten, das er mit Mönchen aus dem Kloster Petershausen besetzte. Diesem Kloster überließ er das Gut „Hasuunouwa“ in Alberschwende, das in etwa den heutigen Parzellen Halden, Ober- und Unterfischbach sowie Burgen entspricht. Auf Grund der schweren Bedingungen in Andelsbuch konnte das Kloster nicht lange gehalten werden und hätte um 1094 nach Bregenz verlegt werden sollen. Auf Grund von Widerstand der Grafen von Pfullendorf, denen die halbe Pfarre Bregenz gehörte, wurde das Kloster schließlich nicht direkt in Bregenz, sondern in der Au am Bodensee gegründet. Es entstand das Kloster Mehrerau. Die Besitzungen des Klosters im Bregenzerwald durften trotz der Übersiedelung beim Kloster verblieben sein. Graf Ulrich von Bregenz verstarb 1097 bei einem Jagdunfall, dennoch waren die Schenkungen der Grafen an das Kloster noch nicht abgeschlossen. Entweder ließ sein Nachfolger Graf Ulrich oder sein Sohn Rudolf von Bregenz in Alberschwende eine Kirche errichten. Dabei handelte es sich um eine gräfliche Eigenkirche, die sich auf dem Gelände des gräflichen Großhofes befand. Entweder 1110 oder 1112 soll der selige Merbod als Pfarrer nach Alberschwende gekommen sein. Auf seine Bitte hin soll Graf Rudolf von Bregenz die Kirche in Alberschwende samt Besitzungen an das Kloster Mehrerau verschenkt haben. Merbod starb am 23. März 1120 den Märtyrertod. Graf Rudolf von Bregenz starb 1160. Mit ihm starb das Haus der Ulriche aus. Seine Tochter Elisabeth von Bregenz war mit dem Pfalzgrafen Hugo von Tübingen verheiratet.
Montforter
Die Übernahme durch Graf Hugo von Tübingen erwies sich als kompliziert, da auch Graf Rudolf von Pfullendorf Erbansprüche stellte, da auch er mit Rudolf von Bregenz verwandt war und die Hälfte der Pfarre Bregenz besaß. Dies führte neben Streitigkeiten auch zu einem Erbfolgekrieg. Da Rudolf von Pfullendorfs Sohn Berthold 1167 vor dem Vater starb, ging die Herrschaft an Hugo von Tübingen, der das Erbe als Hugo I. von Montfort antrat. Das Vermögen der Pfullendorfer, somit auch ein Teil von Alberschwende, ging an Kaiser Friedrich Barbarossa. In der Regierungszeit der Montforter wurde Alberschwende erstmals urkundlich erwähnt. Das Dorf ist jedoch mit Sicherheit um vieles älter und wurde auch in früherer Zeit schriftlich erwähnt, jedoch sind viele Unterlagen durch die mehrmalige Plünderung des Klosters Mehrerau und dessen Auflösung 1805 verlorengegangen. Am 30. April 1290 verpfändete der deutsche König Rudolf von Habsburg die Rechte der ehemaligen Grafschaft der Pfullendorfer im Bregenzerwald dem Grafen Hugo von Montfort für 1000 Mark Silber. Diese Verpfändung wurde nie eingelöst, deshalb verblieb das Gebiet ab diesem Zeitpunkt im Besitz der Montforter. Der letzte Bregenzer Montforter, Hugo von Montfort, starb am 26. Juli 1338. Auf Grund von Erbstreitigkeiten wurde das Erbe am 5. November 1338 geteilt. Der Hinterwald ging an die Herrschaft Feldkirch, der Vorderwald, so auch Alberschwende, ging an die Herrschaft Bregenz.

### Von 1338 bis heute
Die Habsburger regierten die Orte in Vorarlberg wechselnd von Tirol und Vorderösterreich (Freiburg im Breisgau) aus.
Ab etwa 1600 war Alberschwende eigenes Gericht. Von 1805 bis 1814 gehörte Vorarlberg zu Bayern und mit dem Untergang Napoleons dann wieder zu Österreich. Zum österreichischen Bundesland Vorarlberg gehört Alberschwende seit der Gründung des Vorarlberger Landtages 1861.
Der Ort war 1945 bis 1955 Teil der französischen Besatzungszone in Österreich.

## Bevölkerung

### Bevölkerungsentwicklung
Da der Pfarrhof von Alberschwende 1503 und 1598 sowie das Gerichtsgebäude 1792 abbrannten und erst ab 1695 Pfarrmatriken in Alberschwende vorhanden sind, ist es schwierig etwas zur Bevölkerungsentwicklung von Alberschwende vor dieser Zeit zu sagen. Gesichert ist, dass Alberschwende eine für damalige Zeiten sehr hohe Bevölkerungszahl aufgewiesen haben muss, da sie sonst nicht eine eigene Gemeinde, eine eigene Pfarre und ein eigenes Gericht geworden wäre. Außergewöhnlich hoch ist die Bevölkerungszunahme zwischen ca. 1750 und 1850. Trotz einiger Epidemien, der sehr viele Kinder zum Opfer fielen, entwickelte sich die Bevölkerungszahl von 700 im Jahr 1750 auf 1800 im Jahr 1850. Die erste offizielle Volkszählung fand im Jahr 1869 statt. In der Grafik lässt sich die Stagnationen während der beiden Weltkriege und die starke Abwanderung aufgrund mangelnder Arbeitsmöglichkeiten, auf Grund der Verkehrsverlagerung auf die Schiene durch den Bau der Bregenzerwaldbahn und deren Eröffnung im Jahr 1902 zwischen 1900 und 1910 erkennen. Zwar hatte die Gemeinde keine eigene Station an der Strecke, jedoch errichtete man eigens hierfür eine Fußgänger-Hängebrücke zum Bahnhof Doren-Sulzberg.

### Herkunft, Sprache und Religion
Laut Statistik vom 31. Dezember 2016 waren 90,7 % der Alberschwendner Einwohner österreichische Staatsbürger. Die größte Gruppe nicht-österreichischer Staatsbürger sind Deutsche.

## Kultur und Sehenswürdigkeiten

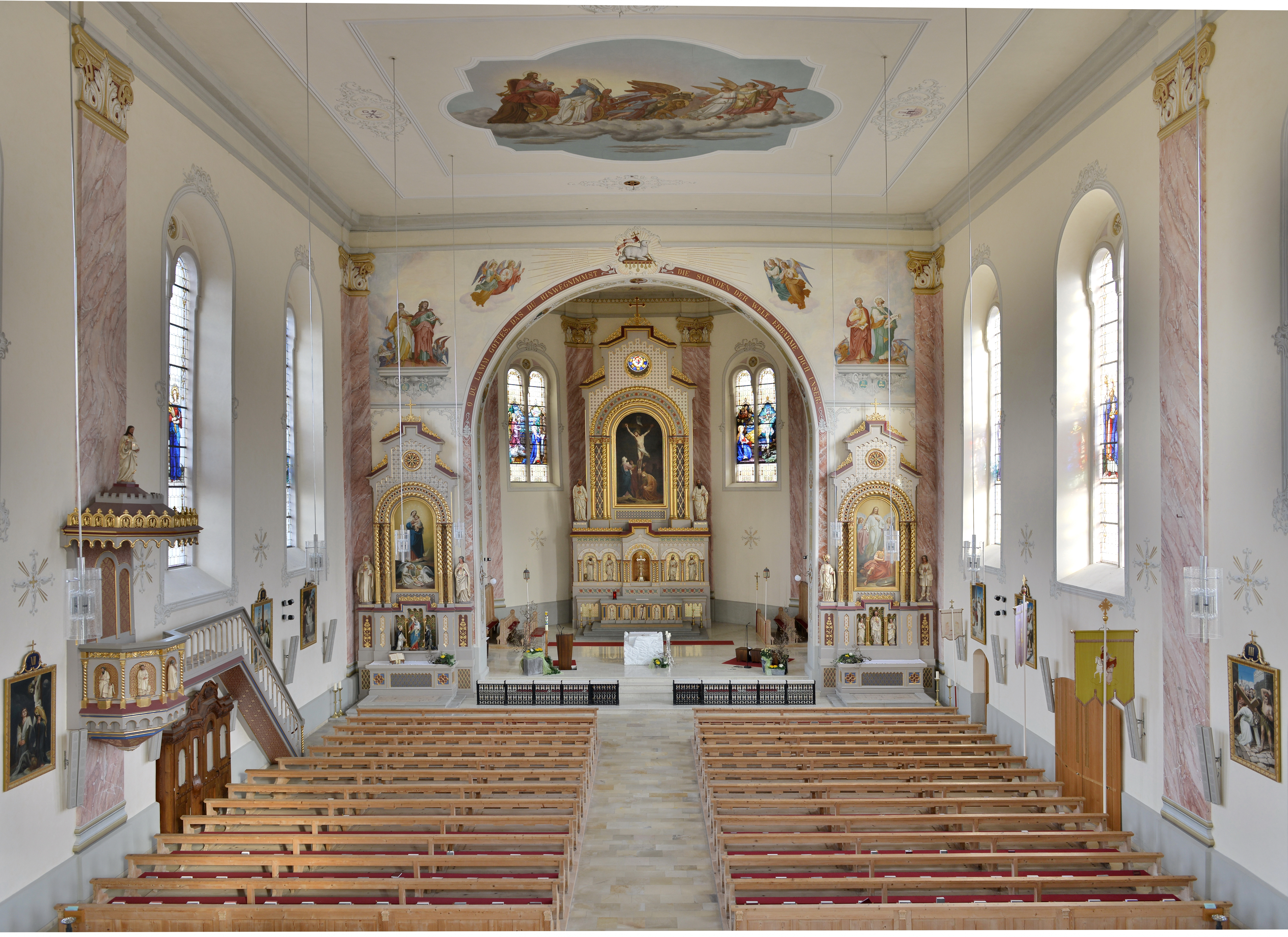
Pfarrkirche Alberschwende

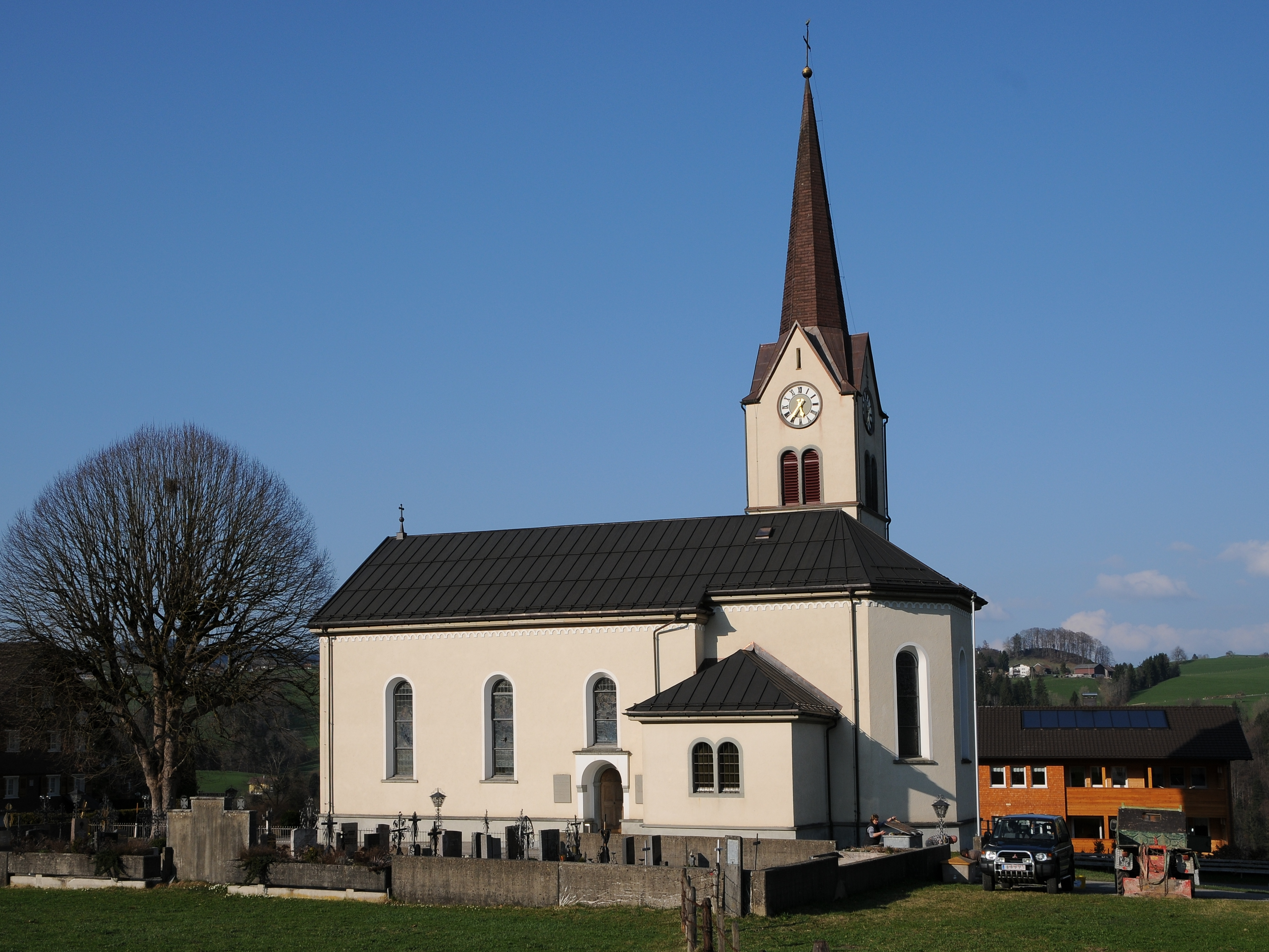
Expositurkirche Müselbach

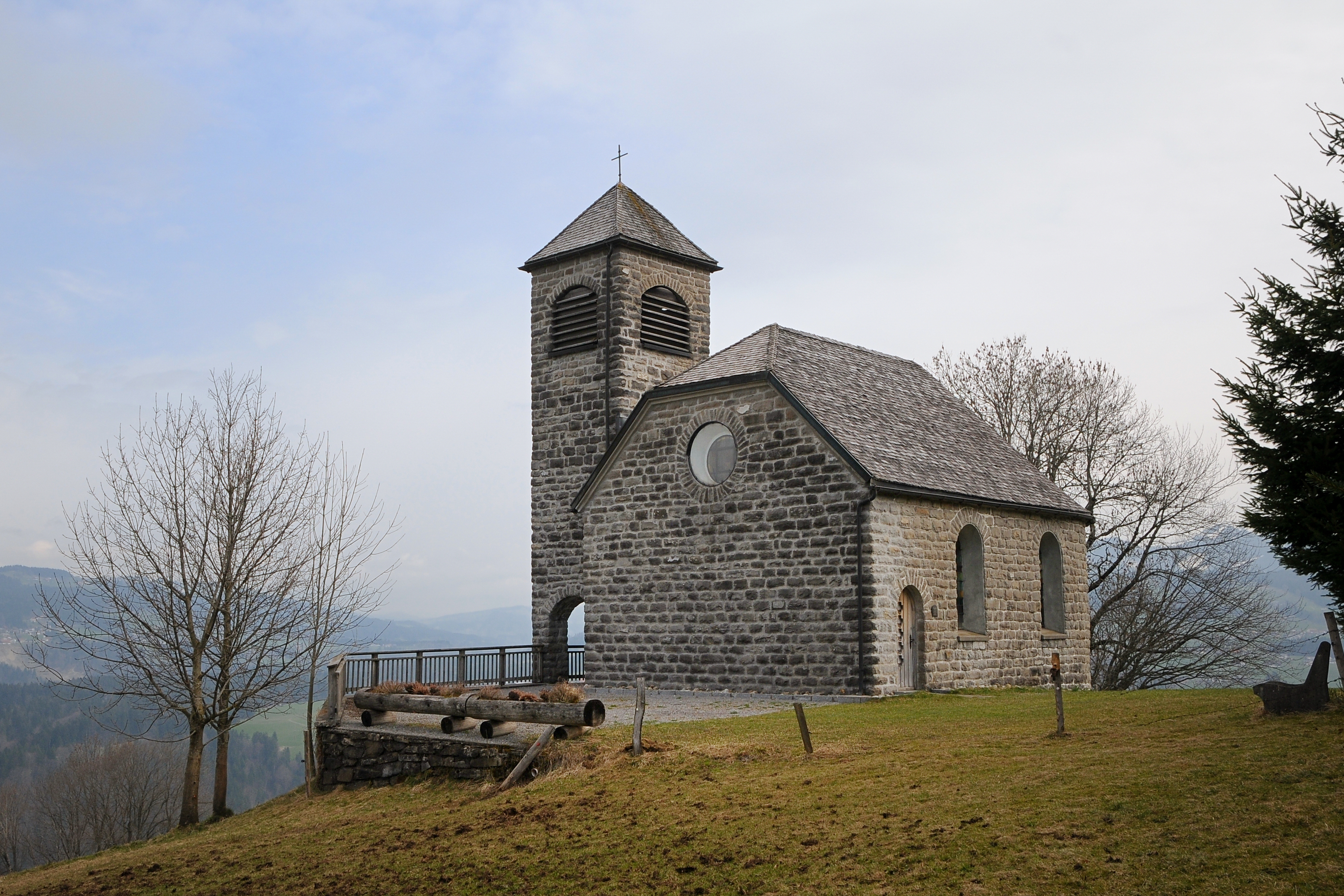
Fatimakapelle in Dresslen-Vorholz

### Sakralbauten
- Katholische Pfarrkirche Alberschwende hl. Martin: Die Kirche wurde zwischen 1854 und 1856 erbaut. Der hölzerne Hochaltar mit neuromanischem Aufbau und der Tabernakel wurden in der Zeit von 1999 bis 2003 nach alten Abbildungen rekonstruiert. Das Altarbild von 1861 stammt vom Schweizer Künstler Melchior Paul von Deschwanden, der auch die Gemälde an den Seitenaltären schuf. 1980 fertigte der Künstler Engelbert Gitterle das Bronze-Relief Fegefeuer an der Kirchentüre.
- Wendelinkapelle (Merbodkapelle): Die Wendelinkapelle wird im Volksmund Merbodkapelle genannt. Sie ist mit der Person eines Merbod verbunden, der als Seelsorger von Alberschwende 1120 den Märtyrertod erlitten haben soll. Es wurden an dieser Stelle Reste einer romanischen Kirche aus der Mitte des 12. Jahrhunderts nachgewiesen. Die heutige Kapelle wurde 1742 im barocken Stil errichtet.[6]
- Expositurkirche Müselbach Herz Jesu und Mariä in Müselbach: Die Kirche in Müselbach wurde 1881 bis 1883 nach Plänen von Seraphin Pümpel errichtet. Es ist ein einfacher Saalbau mit Satteldach.und eingezogenem 3/8-Chor. Der Turm hat einen Giebelspitzhelm. Der Bau ist im Inneren tonnengewölbt mit Stichkappen. Die Altäre stammen aus der Bauzeit, genauso wie die Wandmalereien. Die Glasfenster wurden 1940 geschaffen.[7] Das Gebäude steht unter Denkmalschutz.[8]
- Marienkapelle in Fischbach: Die Kapelle wurde 1876 errichtet und im Jahr 1967 erweitert. Die Kapelle ist ein gemauerter Rechteckbau mit Chor unter einem gemeinsamen Walmdach. Der Glockenturm über dem Walmdach hat einen Giebelspitzhelm. Der kleinen Kirche ist ein Anbau mit zurückversetztem Eingang vorgebaut. Der Chor schließt im 3/8-Schluss, die Fenster sind flachbogig. Der Innenraum ist tonnengewölbt und hat einen eingezogenen Chorbogen. Auf dem Altar steht eine Pietà vom Ende des 19. Jahrhunderts.[7] Das Gebäude steht unter Denkmalschutz.[8]
- Fatimakapelle: Die Fatimakapelle ist ein Rechteckbau mit Rundapsis unter einem gemeinsamen Krüppelwalmdach. Das Kirchlein wurde aus sichtbarem Natursteinmauerwerk 1953 errichtet: Der Turm ist gedrungen gebaut und hat einen Pyramidenhelm. Der Eingang ist rundbogig. Der Innenraum ist zum Dachstuhl hin geöffnet. Über dem Altar hängt ein Kruzifix von Jakob Summer aus dem Jahr 1983.[7] Das Gebäude steht unter Denkmalschutz.[8]

- Marienkapelle in Dresslen-Vorholz: Die gemauerte Kapelle wurde 1925 über einem rechteckigen Grundriss errichtet. Der Chor schließt im 3/8. Über der Kapelle ist ein Satteldach mit einem Kleinen Dachreiter als Glockenturm. Über dem Innenraum ist eine flache Holzdecke. Der Altar ist neuromanisch. Das Altarbild zeigt eine Herz Jesu-Szene und stammt aus dem 19. Jahrhundert. Die Kirchenbänke sind aus der Bauzeit.[7] Das Gebäude steht unter Denkmalschutz.[8]

### Öffentliche Bauten
- Versorgungsheim Alberschwende
- Hermann-Gmeiner-Saal
- Volksschulen
- Sozialzentrum Alberschwende

### Profanbauten

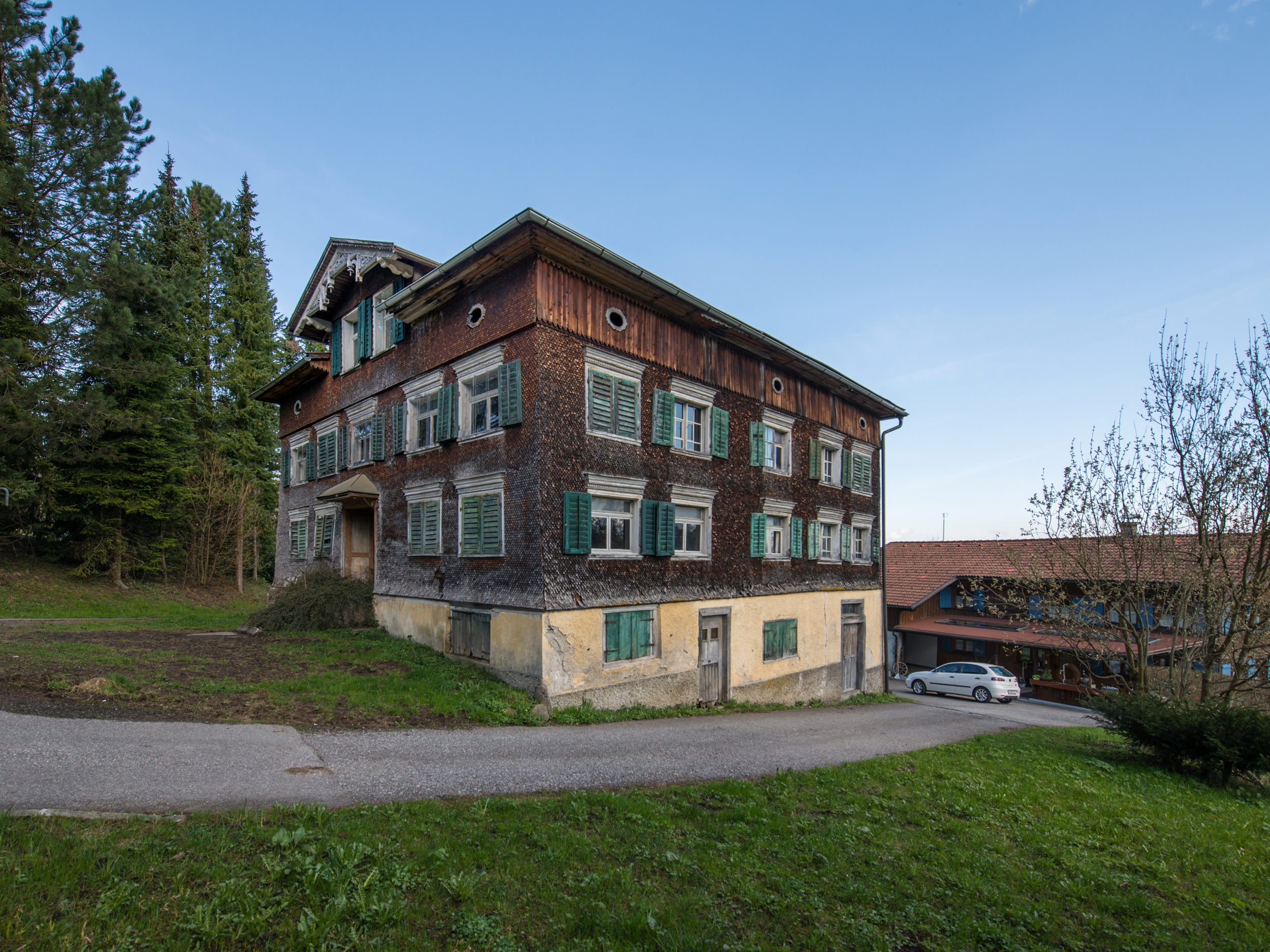
Ehemaliger Pfarrhof in Hof 6

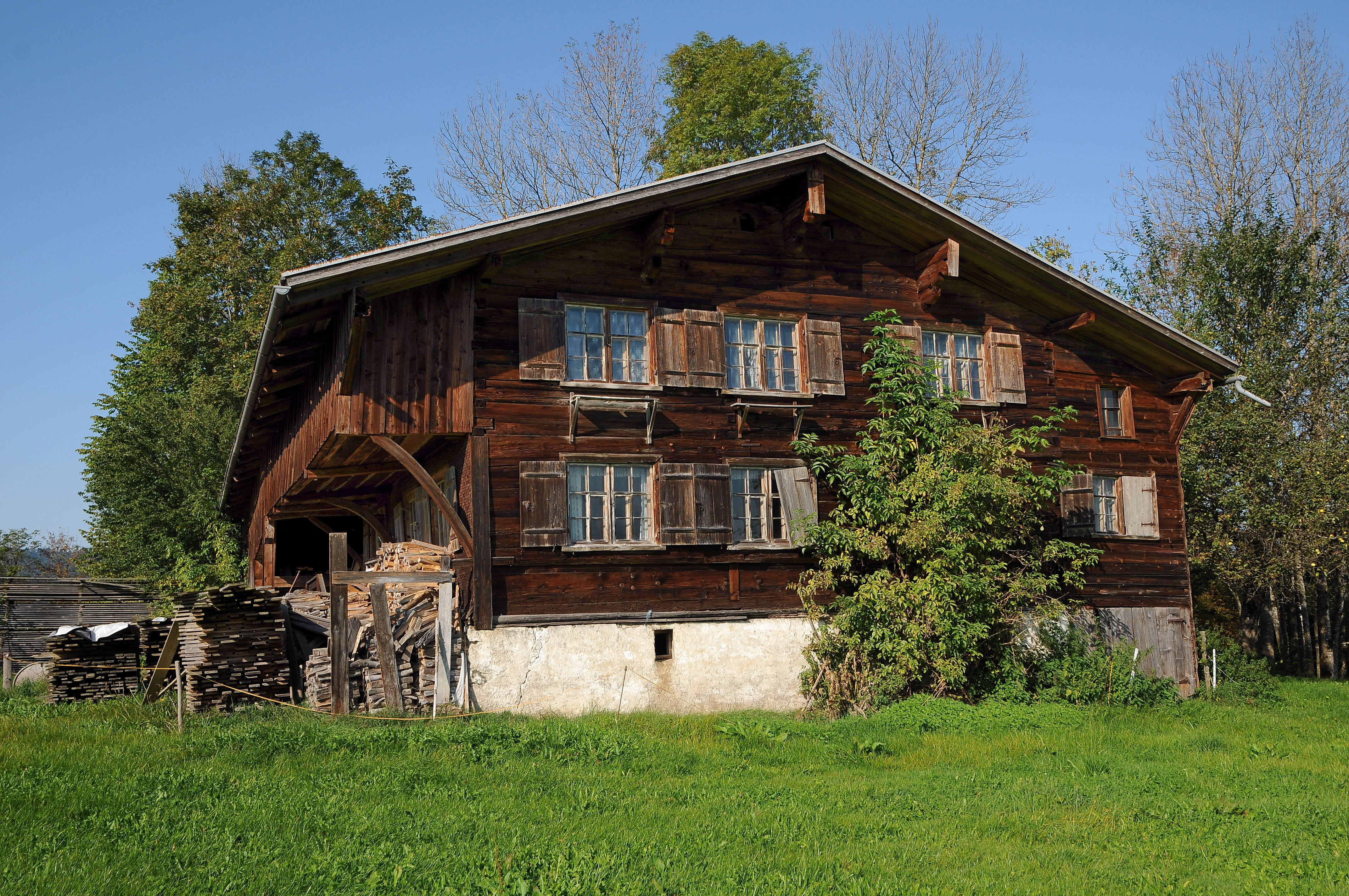
Bauernhof in Engloch 249

- Ehemaliger Pfarrhof (Hof 6): Der ehemalige Pfarrhof von Alberschwende in Hof 6 wurde 1908 errichtet und wurde nach Eröffnung des neuen Pfarrhofes zu einem Wohnhaus umfunktioniert. Das Gebäude hat einen annähernd quadratischen Grundriss, wie er für Pfarrhöfe typisch ist. Es hat ein Walmdach mit Zwerchgiebel mit verziert ausgeführtem Freigebinde in der Mittelflurachse. Die holzverschindelte Fassade weist teilweise Kreuzstockfenster auf. Teilweise sind die Fenster original mit Schubern unterteilt. Die verbretterte Dachzone weist ovale Lüftungsfensterchen auf, die wahrscheinlich aus der Umbauphase im Jahr 1933 stammen.[7] Das Gebäude steht unter Denkmalschutz.[8]

- Bauernhof (Bühel 221): Der Bauernhof in Bühel 221 ist ein zweigeschoßiger Einhof mit ausgebautem Dachgeschoß unter einem Satteldach. Er ist ein Beispiel eines Bauernhofes des Vorderen Bregenzerwaldes aus dem frühen 19. Jahrhundert. Der Bauernhof ist ein verschindelter Blockbau mit Flurküchengrundriss über einem gemauerten Kellergeschoß. Die Fenster sind klein versprosst und haben Jalousieläden und umlaufenden Klebeläden. Im Giebelfeld sind drei gekuppelte Rundbogenfenster. Darunter befinden sich halbkreisförmig geöffnete Lüftungsfensterchen. Die drei getäfelten Räume im Erdgeschoß stammen aus der Bauzeit. Rückseitig an das Wohngebäude schließt der Wirtschaftstrakt an, der aus einem Holzständerbau mit Bretterschurz besteht.[7] Das Gebäude steht unter Denkmalschutz.[8]

- Bauernhof (Engloch 249): Der Bregenzerwälder Bauernhof in Engloch 249 ist breit gelagert und stammt aus der ersten Hälfte des 18. Jahrhunderts. Das Kellergeschoß ist gemauert, darüber befindet sich ein Strickbau, der auf der Giebelseite unverschindelt ist. Darüber ist ein Satteldach. Die Fenster sind einheitlich dicht versprosset und haben Schuber und Bretterläden. Die Pfetten sind barock profiliert und auf der Traufseite befindet sich ein bemerkenswerter Vorbau im Obergeschoß. Über den Innenräumen im Wohntrakt sind flache Felderdecken. Der Wirtschaftsbau ist teilweise als Blockbau ausgeführt und weist einen Bretterschurz auf.[7] Das Gebäude steht unter Denkmalschutz.[8]

### Kleindenkmäler

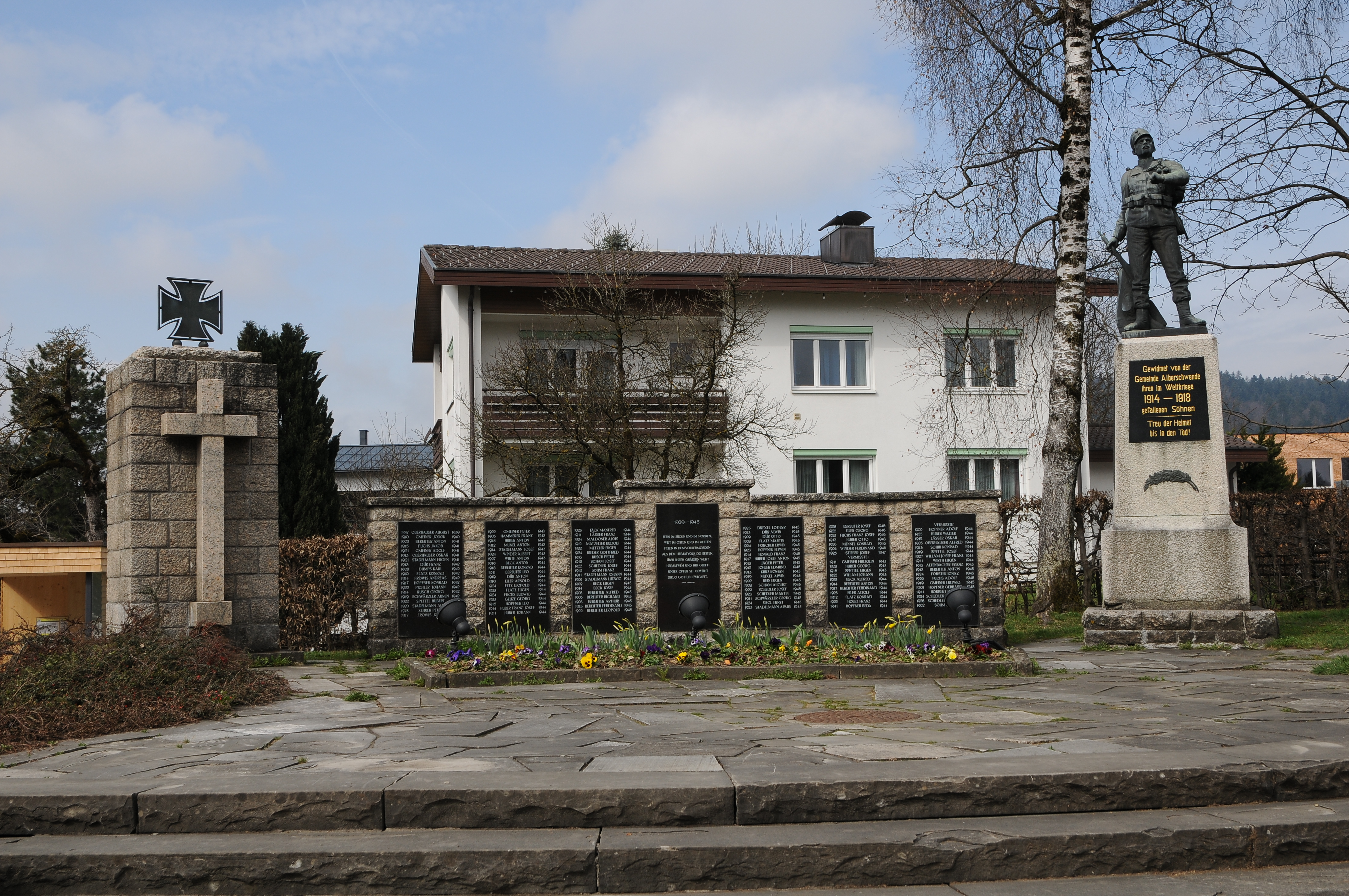
Kriegerdenkmal Alberschwende

Stellvertretend für die zahlreichen Flurdenkmäler unterschiedlichsten Typus im Gemeindegebiet, werden hier die beiden denkmalgeschützten Objekte beschrieben:
- Kriegerdenkmal Alberschwende: Das Kriegerdenkmal steht am Dorfplatz und wurde zum Gedenken an die verstorbenen Soldaten im Ersten und Zweiten Weltkrieg errichtet. Das ältere Teil des Denkmals stammt aus dem Jahr 1924 und wurde nach dem Zweiten Weltkrieg in den Jahren 1957 bis 1961 erweitert.

- Wegkreuz in Fischbach: Das Wegkreuz in der Parzelle Urdrehen in Fischbach besteht aus einem deltoidförmigen Kreuzkasten mit Dach und einem Korpus im Dreinageltypus. Auf dem Querbalken des Kreuzes sind die Jahreszahlen 1846, 1937 und 1982 aufgemalt. An der Rückwand sind die Arma Christi dargestellt. Gemeinsam mit der leicht dahinter befindlichen Kapelle aus der zweiten Hälfte des 20. Jahrhunderts bildet es ein Ensemble.[7]

## Wirtschaft und Infrastruktur

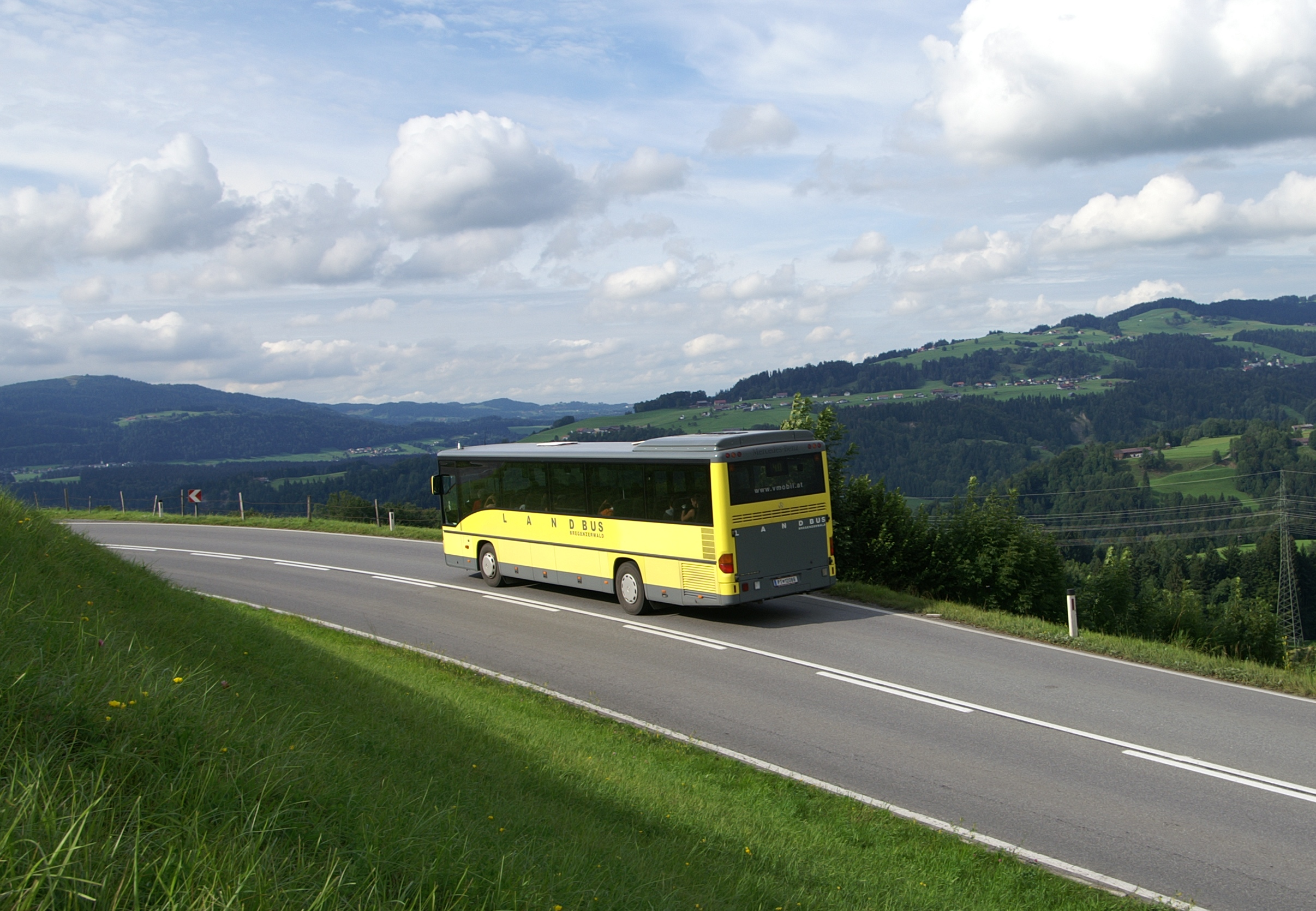
Landbus Bregenzerwald in Alberschwende

### Arbeitsstätten und Erwerbstätige
Im Ort gab es im Jahr 2003 56 Betriebe der gewerblichen Wirtschaft mit 327 Beschäftigten und 52 Lehrlingen. Lohnsteuerpflichtige Erwerbstätige gab es 1.220. Landwirtschaft spielt eine wichtige Rolle; der Anteil der landwirtschaftlichen Flächen an der Gesamtfläche liegt bei 54,1 Prozent.

### Verkehr
- Straßenverkehr: Alberschwende ist das verkehrstechnische „Tor zum Bregenzerwald“. Durch das Gemeindegebiet führt die wichtigste Verkehrsachse der Region, die Bregenzerwaldstraße (L 200). Sie führt von Dornbirn bzw. Schwarzach im Rheintal kommend durch den Achraintunnel ins Alberschwender Ortszentrum, von wo aus die Straßenführung weiter vorbei an den Alberschwender Ortsteilen Lanzen, Dreßlen und Müselbach nach Egg führt. Die L 200 bindet den Bregenzerwald direkt an das höchstrangige Straßennetz an, innerhalb von 10 bis 15 Minuten kann so von Alberschwende aus die Rheintal/Walgau Autobahn (A 14) erreicht werden. Direkt im Ortszentrum der Gemeinde treffen zudem mit der Bregenzerwaldstraße, der Achrainstraße (L 49) und der Bucher Straße (L 14) drei Vorarlberger Landesstraßen aufeinander. Alternativ zur Befahrung des seit Jänner 2009 eröffneten Achraintunnels ist auch die Fahrt durch das Schwarzachtobel über die Schwarzachtobelstraße (L 7) möglich, die kurz nach dem oberen Tunnelportal des Achraintunnels wieder auf die Bregenzerwaldstraße trifft. Im Ortsteil Müselbach zweigt weiters die Hittisauer Straße (L 205), eine weitere Hauptverkehrsachse zur Erschließung des Vorderen Bregenzerwalds, von der Bregenzerwaldstraße ab. Diese Straße führt von Müselbach zunächst über das Tal der Bregenzer Ach nach Lingenau und überquert dabei auf der Gemeindegrenze zwischen Alberschwende und Lingenau die Lingenauer Hochbrücke, eine der größten Stahlbeton-Bogenbrücken Mitteleuropas. Die Müselbacher Straße (L 25) verbindet über die alte Landstraße Müselbach mit der auf der anderen Talseite der Bregenzer Ach gelegenen Gemeinde Langenegg.

- Öffentlicher Verkehr: Vier Buslinien des Landbus Bregenzerwald und zwei Buslinien des Landbus Unterland führen durch Alberschwende und ermöglichen eine umsteigefreie Fahrt nach Dornbirn, Bregenz, Kennelbach, Wolfurt, Schwarzach, Buch, Bildstein, Egg, Schwarzenberg, Andelsbuch, Bezau, Bizau, Reuthe, Mellau, Schnepfau, Au, Schoppernau, Warth, Schröcken, Lech, Lingenau, Hittisau und Sibratsgfäll. Wichtigster Knotenpunkt des öffentlichen Nahverkehrs ist die Haltestelle Alberschwende Dorfplatz. Ab Müselbach fährt die Linie 39 nach Langenegg. In den Sommermonaten hält auch der Radbus Bregenzerwald in Alberschwende.[9]

- Radverkehr: Seit 2018 hält in den Sommermonaten der Radbus Bregenzerwald in Alberschwende.[9]

### Elektrische Energie
- Kraftwerk Alberschwende

### Bildung
In Alberschwende gibt es einen Kindergarten, vier Volksschulen und eine Hauptschule mit insgesamt 407 Schülern (Stand im Januar 2003).

### Gesundheit und Soziales
In Alberschwende gibt es zwei niedergelassene Fachärzte für Allgemeinmedizin sowie einen Zahnarzt. Einer der beiden Allgemeinmediziner führt daneben eine Hausapotheke.
Alberschwende hat eine eigene Ortsstelle des Österreichischen Roten Kreuzes die Rettungseinsätze und Krankentransporte durchführt. Das Gemeindegebiet von Alberschwende gehört zum Rayon der Polizeiinspektion Egg. Die eigenständige Polizeidienststelle Alberschwende wurde 2014 geschlossen, ein Polizeistützpunkt besteht weiterhin.

### Architektur und Raumplanung
Alberschwende ist eine Gemeinde im Vorderen Bregenzerwald mit der Parzelle Hof als Hauptort und zahlreichen weit verstreuten Dörfern und Weilern wie Bereute, Dreßlen, Vorholz, Müselbach und Fischbach. Der Ortskern liegt rund um einen weiten Kirchplatz und entlang der Ausfallstraße Richtung Osten. Im Ortszentrum gibt es zahlreiche (ehemalige) Gasthöfe, die als breit angelegte verschindelte Blockbauten errichtet wurden. Die Gasthöfe stammen teilweise aus dem 18. Jahrhundert. Im Ortskern findet man außerdem etliche bürgerliche Wohnhäuser des 19. Jahrhunderts.
Die Gemeinde hat eine große Anzahl verstreut liegender Einhöfe im Typus des Vorderen Bregenzerwaldes. Diese sind meist zweigeschoßig mit Giebelgeschoß ausgeführt und meist verschindelt. Der Eingang liegt meist an der Trauf- oder Giebelseite. Der Wirtschaftsteil ist meist in verschalter Ständerbauweise errichtet. Auch eine Reihe von Wegkreuzen und Bildstöcken ist auf dem gesamten Gemeindegebiet zu finden.

### Sport
Alberschwende war bekannt durch den ehemaligen Eishockeyverein EHC Bregenzerwald. Dieser spielte bis zu deren Abbruch nach der Saison 2001/02 in der Eissport-Freiluftarena von Alberschwende.
Alberschwende hat einen eigenen Fußballverein mit zahlreichen Mitgliedern. Seit 2017 spielt der FC Alberschwende in der Regionalliga West, der dritthöchsten Spielklasse in Österreich.

## Politik

### Gemeindevertretung
In Vorarlberg wählen die Bürger alle fünf Jahre die Mitglieder der Gemeindevertretung durch Ankreuzen eines Listen-Wahlvorschlages bzw. durch Mehrheitswahl wenn kein Listenvorschlag vorliegt. Weiters den Bürgermeister durch Ankreuzen eines Wahlvorschlages.
Die Gemeindevertretung wählt in der konstituierenden Sitzung aus ihrer Mitte – sofern keine Wahl durch die Bürger zustande kam – gemäß § 61 Gemeindegesetz einen Bürgermeister und dann einen mindestens dreiköpfigen Gemeindevorstand. Die Zahl dieser „Gemeinderäte“ darf aber gemäß § 55 den vierten Teil der Zahl der Gemeindevertreter nicht übersteigen.
Der Bürgermeister führt den Vorsitz bei den generell öffentlichen Sitzungen der Gemeindevertretung, in denen kommunale Belange besprochen und Beschlüsse gefasst werden. Beobachter haben kein Mitspracherecht und kein Stimmrecht. Die Gemeindevertretung kann nach Bedarf Ausschüsse bestellen. Sitzungen des Gemeindevorstandes und der Ausschüsse sind nicht öffentlich.

#### Sitzverteilung nach den Wahlen
- Gemeindevertretungswahlen 1985: ÖVP 17, Unabh. Bürgerliste 5, Alb. Alternative 2.[15]
- Gemeindevertretungswahlen 1990: ÖVP 18, Unabh. Bürgerliste 4, Alb. Alternative 2.[16]
- Gemeindevertretungswahlen 1995: ÖVP 19, Unabhängige Bürgerliste 3, Alberschwende Aktiv 2.[17]
- Gemeindevertretungswahlen 2000: ÖVP 18, Unabhängige Bürgerliste 4, Alberschwende Aktiv 2.[18]
- Gemeindevertretungswahlen 2005: ÖVP 17, Alberschwende Aktiv 4, Unabhängige Bürgerliste 3.[19]
- Gemeindevertretungswahlen 2010: ÖVP 16, Alberschwende Aktiv 3, Unabhängige Bürgerliste 3, FPÖ 2.[20]
- Gemeindevertretungswahlen 2015: ÖVP 13, Unabhängige Bürgerliste 5, Alberschwende Aktiv 3, FPÖ 3.[21]
- Gemeindevertretungswahlen 2020: Liste ÖVP - Wir für Alberschwende 12, Unabhängige Bürgerliste 8, Alberschwende Aktiv - Die Grünen 4.[22]
- Gemeindevertretungswahlen 2025: Liste Alberschwende 20, Alberschwende Aktiv - Die Grünen 4.[23]

### Bürgermeister
- 1903–1905 Johann Schedler (CSP)
- 1905–1907 Konrad Ratz (CSP)
- 1907–1919 Johann Schedler (CSP)
- 1919–1938 Ferdinand Dür (CSP)
- 1938–1945 Karl Bilgeri NSDAP
- 1945–1950 Ferdinand Dür (ÖVP)[24]
- 1950–1959 Walter Berlinger (ÖVP)[24]
- 1959–1970 Johannes Freuis (ÖVP)[24]
- 1970–1971 Walter Berlinger (ÖVP)[24]
- 1971–1989 Franz Siegl (ÖVP)[24]
- 1989–2003 Walter Rüf (ÖVP)[24][25]
- 2003–2013 Reinhard Dür (ÖVP)[24][26]
- 2013–2023 Angelika Schwarzmann (ÖVP)[27][28][29]
- seit 2023 Klaus Sohm (ÖVP)[30][31]

### Wappen
Wappenbeschreibung:
Schild linksgeteilt von Silber und Rot. In Silber ein grüner Lindenzweig mit drei Blättern; in Rot ein schwarzer Baumstumpf, darin steckt ein silbernes Beil mit schwarzem Stiel.
Das Wappen wurde der Gemeinde am 22. Dezember 1970 verliehen. Es entstand 1969 nach einem Entwurf des Schrunser Künstlers und Heraldikers Konrad Honold.

### Gemeindepartnerschaften
- Aßmannshardt, Ortsteil der Gemeinde Schemmerhofen in Baden-Württemberg

## Persönlichkeiten

### Töchter und Söhne der Gemeinde
- Helmut Batlogg (* 1940), Politiker (ÖVP)
- Hubert Berchtold (* 1950), Skirennläufer
- Irene Bereuter (* 1950), Politikerin (ÖVP)
- Hermann Gmeiner (1919–1986), Gründer der SOS-Kinderdörfer
- Michael Gmeiner (* 1985), Skirennläufer
- Thomas Hopfner (* 1965), Politiker (ehem. SPÖ)
- Reinhard Johler (* 1960), Ethnologe und Sozialanthropologe
- Lukas Jäger (* 1994), Fußballspieler
- Wilhelm Kohler (* 1954), Ökonom
- Günter Mattei (* 1947), Illustrator, Art-Director, Grafiker und Autor
- Barbara Neßler (* 1991), Politikerin und Nationalratsabgeordnete (Grüne)
- Edith Peter (* 1958), Skirennläuferin
- Alfons Stadelmann (1921–1996), Schlosser, Politiker (ÖVP)
- Fridolin Stadelmann (1877–1948), Sägewerkbesitzer, Politiker (CSP/ÖVP)
- Anton Edwin Stadelmann (1932–1991), Militärseelsorger